# Ixia pauciflora
Ixia pauciflora är en irisväxtart som beskrevs av Gwendoline Joyce Lewis. Ixia pauciflora ingår i släktet Ixia och familjen irisväxter. Inga underarter finns listade i Catalogue of Life.